# Niemandsland (Tabitha)
Niemandsland is een lied van de Nederlandse zangeres Tabitha. Het werd in 2021 als single uitgebracht en stond in 2022 op het album Wilde rozen.

## Achtergrond
Niemandsland is geschreven door Tabitha Foen-a-Foe, Gia Koka, Carlos Vrolijk, Jean Felipe Ansjelina, Rushan West en Sadboi en geproduceerd door Project Money. Het is een nummer uit het genre nederpop. In het lied zingt de liedverteller over een dubbel en verloren gevoel. Het is het eerste nummer dat de zangeres heeft geschreven op een schrijverskamp waar hun gezin bij was. Het lied gaat over de eigen gevoelens die de zangeres had in de eerste maanden nadat zij moeder was geworden, waarin zij het moeder zijn en een artiest zijn combineerde. Bij dit combineren had ze soms een gevoel dat dit nog niet in balans was, een gevoel dat zij omschreef als in niemandsland zijn. Hierin besefte ze dat dit voor haar soms betekende dat alles meezit en soms tegenzit. Het is de laatste single van de zangeres in 2021 en is na Overbodig de tweede uitgebrachte single die later in 2022 op het album Wilde rozen te vinden is. 

## Hitnoteringen
De zangeres had weinig succes met het lied in de Nederlandse hitlijsten. Er was geen notering in de Single Top 100 en ook de Top 40 werd niet bereikt. Bij laatstgenoemde was er wel de 24e plaats in de Tipparade.